# Dicaelotus punctiventris
Dicaelotus punctiventris är en stekelart som först beskrevs av Thomson 1891.  Dicaelotus punctiventris ingår i släktet Dicaelotus och familjen brokparasitsteklar. Arten är reproducerande i Sverige. Inga underarter finns listade i Catalogue of Life.